# La Nocle-Maulaix
La Nocle-Maulaix è un comune francese di 296 abitanti situato nel dipartimento della Nièvre nella regione della Borgogna-Franca Contea.

## Società

### Evoluzione demografica
Abitanti censiti